# Jean Antoine Letronne
Jean Antoine Letronne (Paris, 25 de janeiro de 1787 - 14 de dezembro de 1848) foi um arqueólogo francês.
Seu pai, em graves condições financeiras, o enviou para estudar Artes com o pintor David, mas seus interesses literários falavam mais alto, então tornou-se estudante do Colégio de França, onde dizem que ele corrigia antigas traduções de autores gregos e depois comparava os resultados com as edições mais recentes.
De 1810 a 1812 ele percorreu a França, a Suécia e a Itália, e retornando à Paris publicou um folheto intitulado "Ensaio Crítico sobre a Topografia de Siracusa" (Essai critique sur la topographic de Syracuse), elucidando Tucídides. Dois anos mais tarde publicou a sua "Investigação Geográfica e Crítica sobre o De Mensura Orbis Terrae of Dicuil" (Recherches Geographiques et Critiques on the De Mensura Orbis Terrae of Dicuil). Em 1815 ele foi comissionado pelo governo para completar o translado de Estrabão, que foi iniciado por François-Jean-Gabriel de la Porte du Theil, e em março de 1816 ele foi um dos que foram admitidos na Academia de Inscrições por ordenação real, tendo previamente contribuido pelo Sistema Métrico dos Egípcios.
Novas promoções vieram rapidamente: em 1817 ele foi tornado diretor da École Nationale de Charts, em 1829 inspetor-geral da universidade, e em 1831 professor de história do Colégio de França o qual, posteriormente, trocou sua cadeira para arqueologia. Em 1840 foi sucedido por Pierre Claude François Danou como detentor dos arquivos nacionais.
Ele publicou, entre outras obras, Considerations Generales sur Evaluation des Monnajes Grecque ci Romaines ci sur Ia Valeur de Lor ci de Largent avant la d'Courvele de l'Amerique em 1817, Recherches pour Servir de l'Histoire d'Egypte Pedant la Domination des Grecs et des Romains em 1823, e Sur l'Origine Grecque des Zodiaques Pretendus Egyptiens em 1837.